# 麦克梅斯-皮尔斯太阳望远镜
麦克梅斯-皮尔斯太阳望远镜（McMath-Pierce Solar Telescope）位于美国亚利桑那州的基特峰，隶属于美国国家太阳天文台（NSO），口径为2米，光路长780英尺（约240米），焦比为f/54。镜筒冷却水有1.9万加仑（约7.2万升），是世界上最大的太阳望远镜。
麦克梅斯-皮尔斯太阳望远镜于1962年11月2日落成，美国总统约翰·肯尼迪曾亲自发来书面贺词。

## 外部連結
- 维基共享资源上的相關多媒體資源：麦克梅斯-皮尔斯太阳望远镜
- Kitt Peak virtual tour: McMath–Pierce Solar Telescope
- "McMath Solar Telescope of the Kitt Peak National Observatory", A. K. Pierce, Applied Optics, 3, 1337–1346, 1964.
- A History of the McMath–Pierce
- Schematic diagram of the McMath–Pierce telescope
- Adaptive optics at the McMath–Pierce telescope